# Banksia goodii
Espèce
Statut de conservation UICN

 EN  : En danger
Statut CITES
Banksia goodii est une espèce de plantes à fleurs de la famille des Proteaceae. Il est communément dénommé Good's banksia. C'est une espèce d'arbuste prostré qui est endémique dans une petite zone du sud-ouest de l'Australie occidentale. Il a des tiges densément poilues, des feuilles ondulées, oblongues à ovoïdes avec des bords irrégulièrement dentelés, des fleurs brun-rouille et des fruits poilus. Elle pousse dans les forêts basses et les bois près d'Albany, en Australie-Occidentale, et est classée « en danger ».

## Description
Banksia goodii pousse comme un arbuste bas, prostré ou avec des tiges jusqu'à 20 cm de haut, et forme un tubercule ligneux. Les tiges et les feuilles sont densément poilues et les nouvelles pousses sont d'une couleur pourpre frappante. Les feuilles sont vertes foncées avec une nervure centrale jaune proéminente et sont dressées. Elles sont ondulées, oblongues à ovoïdes avec l'extrémité la plus étroite vers la base, grossièrement et irrégulièrement dentelées sur les bords. Les épis floraux sont 80-150 mm longs avec des involucres de bractées poilues et proéminentes. Les fleurs sont brun rouille avec des styles de couleur crème. Le périanthe est  de 24-26 mm de long et le pistil de 29-31 mm de long et légèrement incurvé. La floraison a lieu en mai et novembre et les follicules sont elliptiques, 25-32 mm de long, 10-15 mm de haut et 10-12 mm de large et densément poilus. Les vieux épis ont une apparence velue due à la rétention de vieilles parties de fleurs fanées. Certains épis ne produisent pas de follicules, mais parfois jusqu'à quinze sont formés,,,,.

## Taxonomie et dénomination
Le épithète spécifique (goodii) honore Peter Good, jardinier assistant de Robert Brown qui l'a officiellement décrit pour la première fois en 1830 dans le Supplementum primum Prodromi florae Novae Hollandiae à partir de spécimens collectés par William Baxter près de King George's Sound en 1829,,,.
En 1891, Otto Kuntze, dans son Revisio Generum Plantarum, a rejeté le nom générique Banksia L.f. , au motif que le nom « Banksia » avait déjà été publié en 1776 sous le nom de « Banksia » J.R.Forst & G.Forst, en référence au genre connu aujourd'hui sous le nom de Pimelea. Kuntze a proposé Sirmuellera comme alternative, se référant à cette espèce comme Sirmuellera goodii. Cette application du principe de priorité a été largement ignorée par les contemporains de Kuntze et Banksia L.f. a été formellement conservé et Sirmuellera rejeté en 1940.

## Répartition and habitat
Banksia goodii est présent sur le sable blanc ou gris peu profond sur latérite, dans les forêts basses et les bois du sud-ouest de l'Australie occidentale entre Albany et le Porongurup National Park. La répartition était probablement plus importante avant que la plupart des terres environnantes ne soient défrichées pour l'agriculture.

## Statuts de conservation
Il existe dix-sept populations connues de ce banksia, dont la taille varie de 10 à 300 plantes pour un total d'environ 1000. Il est classé comme « vulnérable » dans le « Environment Protection and Biodiversity Conservation Act 1999 » et comme « (Declared Rare Flora - Extant) » par le « Department of Environment and Conservation » d'Australia),. Les principales menaces qui pèsent sur l'espèce sont les régimes d'incendie inappropriés, l'entretien des routes et le défrichement.
L'UICN a inscrit l'espèce sur la liste des espèces « en danger ». Sa justification est la suivante : « On pense qu'il y a eu une perte d'au moins 50 % de la population en raison de la conversion des terres au cours des trois dernières générations (300 ans au total) ; il semble plausible qu'il y aura une perte mineure (peut-être 10 %) des populations restantes au cours des 100 prochaines années ; compte tenu de cela, il y aura eu une perte de plus de 50 % de la population au cours d'une période de trois générations. L'espèce n'est probablement pas gravement fragmentée et est présente dans moins de dix mais plus de cinq sites définis comme menaçants. Il pourrait ne rester que 1 500 individus.

## Utilisation en horticulture
Les graines ne nécessitent aucun traitement et mettent de 19 à 56 jours pour germer.
Ce taxon se rencontre dans le pays suivant : Australie.

## Systématique
Le nom correct complet (avec auteur) de ce taxon est Banksia goodii R.Br..
Banksia goodii a pour synonymes :
- Banksia barbigera Meisn.
- Sirmuellera goodii (R.Br.) Kuntze